# Beaucens
Beaucens è un comune francese di 444 abitanti situato nel dipartimento degli Alti Pirenei nella regione dell'Occitania. Si trova nella zona montuosa del Lavedan e comprende nel suo territorio la stazione sciistica dell'Hautacam.

## Società

### Evoluzione demografica
Abitanti censiti